# Австралодельфи
Австралодельфи (Australidelphia), або австралійські сумчасті — надряд ссавців з когорти сумчастих (Marsupialia), який протиставляють америдельфам (Australidelphia).

## Склад надряду
Одна з поширених класифікацій визнає 5 рядів австралодельфів:
Надряд австралодельфи (Australidelphia)
- Ряд дромероподібні (Microbiotheriformes), або мікробіотерії (Microbiotheria)
- Ряд ноториктоподібні (Notoryctiformes), або сумчасті кроти (Notoryctemorphia)
- Ряд дазиуроподібні (Dasyuriformes), або хижі сумчасті (Dasyuromorphia)
- Ряд бандикутоподібні (Perameliformes), або бандикути (Peramelia, Peramelemorphia)
- Ряд кускусоподібні (Phalangeriformes), або «дворізцевики» (Diprotodontia).

## Філогенія австралодельфів
Можлива схема філогенетичних стосунків австралодельфів виглядає так:
```
o 
Australidelphia

| 
|?- †
Yingabalanaridae

| 
|--o 
Microbiotheria
  (ряд 
дромероподібні
)*
|  `-- 
Microbiotheriidae

| 
`--o 
Eometatheria

   | 
   |?- †
Yalkaperidontidae

   | 
   |-- 
Notoryctidae
 (ряд 
ноториктоподібні
)
   | 
   `--+?-o 
Tarsipedioidea
 (у складі 
кускусоподібні
)
      |  `-- 
Tarsipedidae

      | 
      |--o 
Dasyuromorphia
 (ряд 
дазиуроподібні
)
      |  |-- †
Thylacinidae

      |  `--+-- 
Myrmecobiidae

      |     `-- 
Dasyuridae

      | 
      `--o 
Syndactylia

         | 
         |--o 
Peramelia
 (ряд 
бандикутоподібні
)
         |  |--o †
Yaraloidea

         |  |  `-- †
Yaralidae

         |  `--o 
Perameloidea

         |     |-- 
Peramelidae

         |     `-- 
Peroryctidae

         | 
         `-- 
Diprotodonta
 (ряд 
кускусоподібні
)
```

- — в дужках — українські назви визнаних сучасних рядів